# Nezbavětice
Nezbavětice (en allemand : Nesbawietitz) est une commune du district de Plzeň-Ville, dans la région de Plzeň, en République tchèque. Sa population s'élevait à 254 habitants en 2022.

## Géographie
Nezbavětice se trouve à 12 km au sud-est du centre de Plzeň et à 84 km au sud-ouest de Prague.
La commune est limitée par Starý Plzenec au nord, par Šťáhlavy à l'est, par Nezvěstice et Chválenice au sud et par Losiná à l'ouest.

## Histoire
La première mention écrite de la localité date de 1379.
Jusqu'à la fin de 2006, la commune faisait partie du district de Plzeň-Sud ; le 1er janvier 2007, elle a été rattachée au district de Plzeň-Ville ainsi que d'autres petits communes proches de Plzeň.

## Galerie

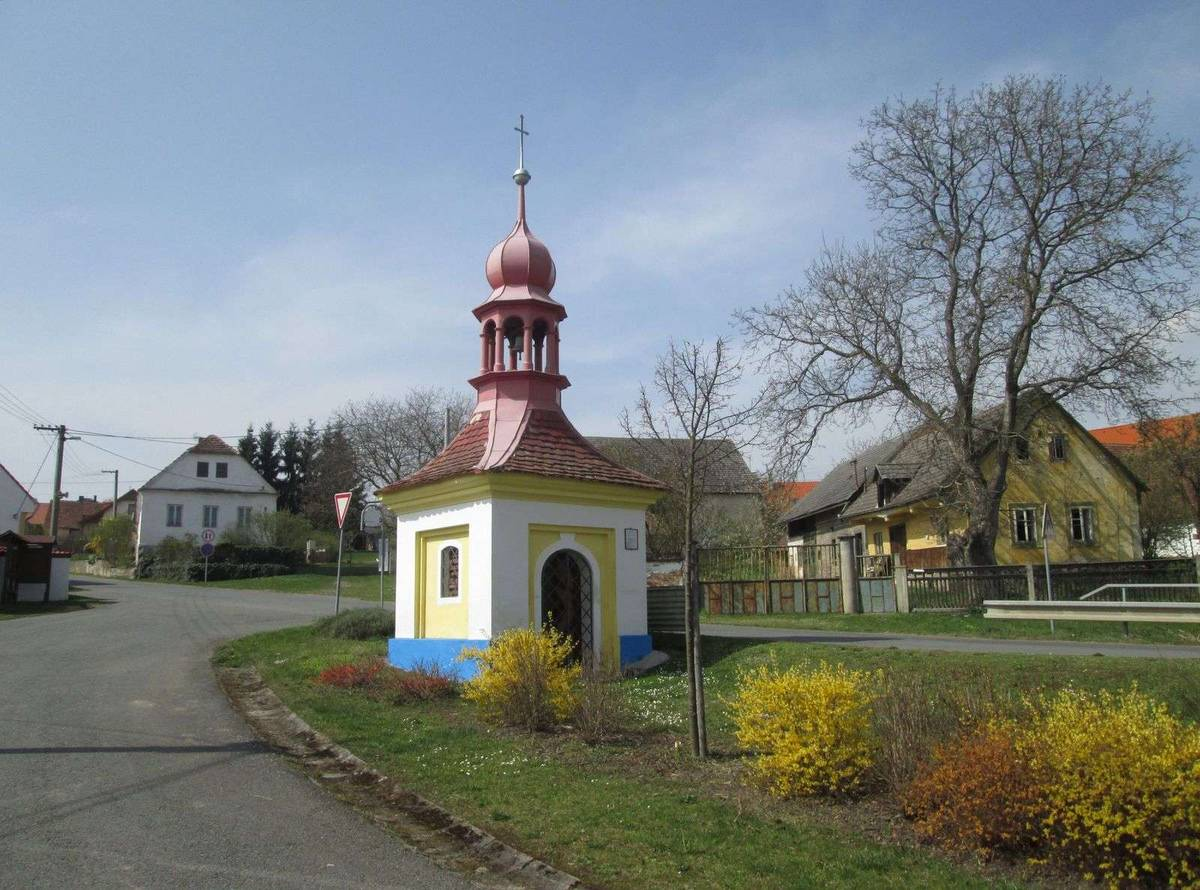
Chapelle à Nezbavětice.
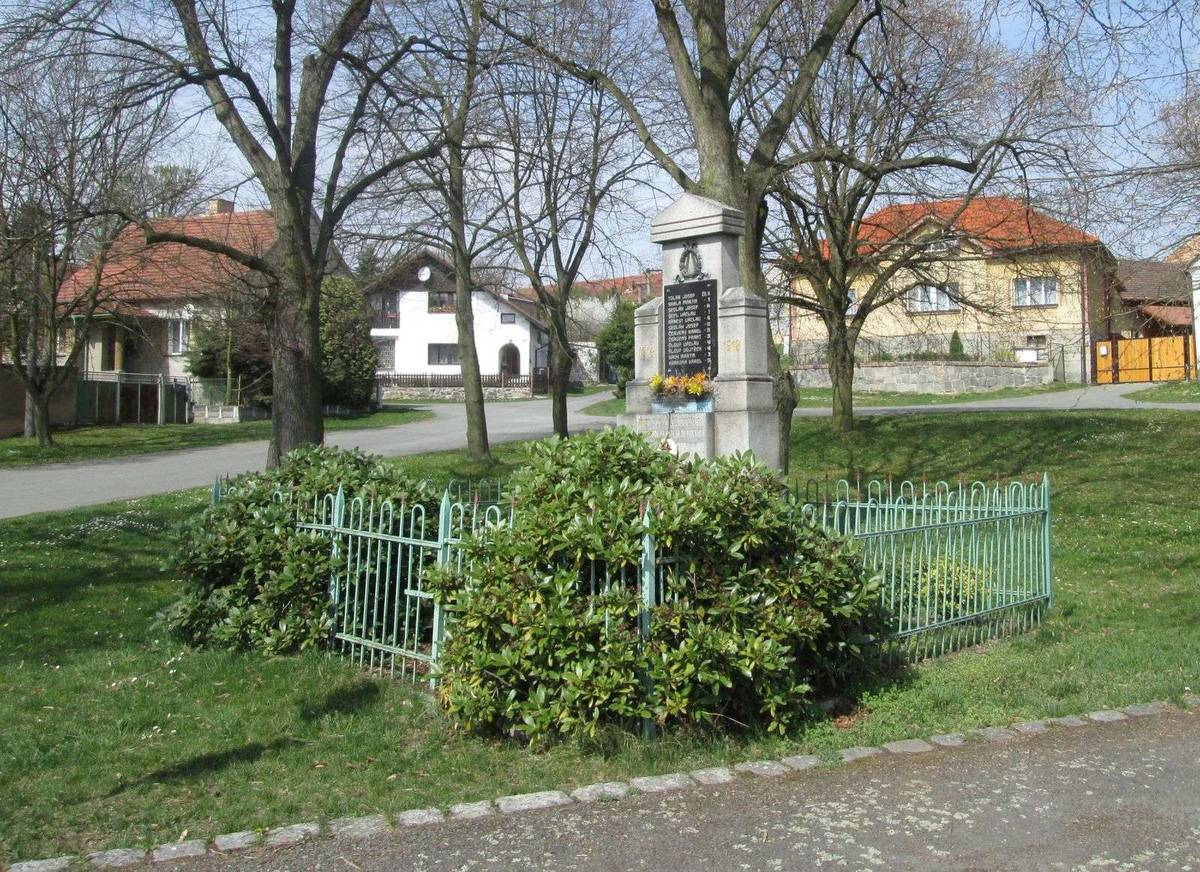
Monument aux morts.

## Transports
Par la route, Nezbavětice se trouve à 15 km de Plzeň et à 98 km de Prague.